# Patrick Pécherot

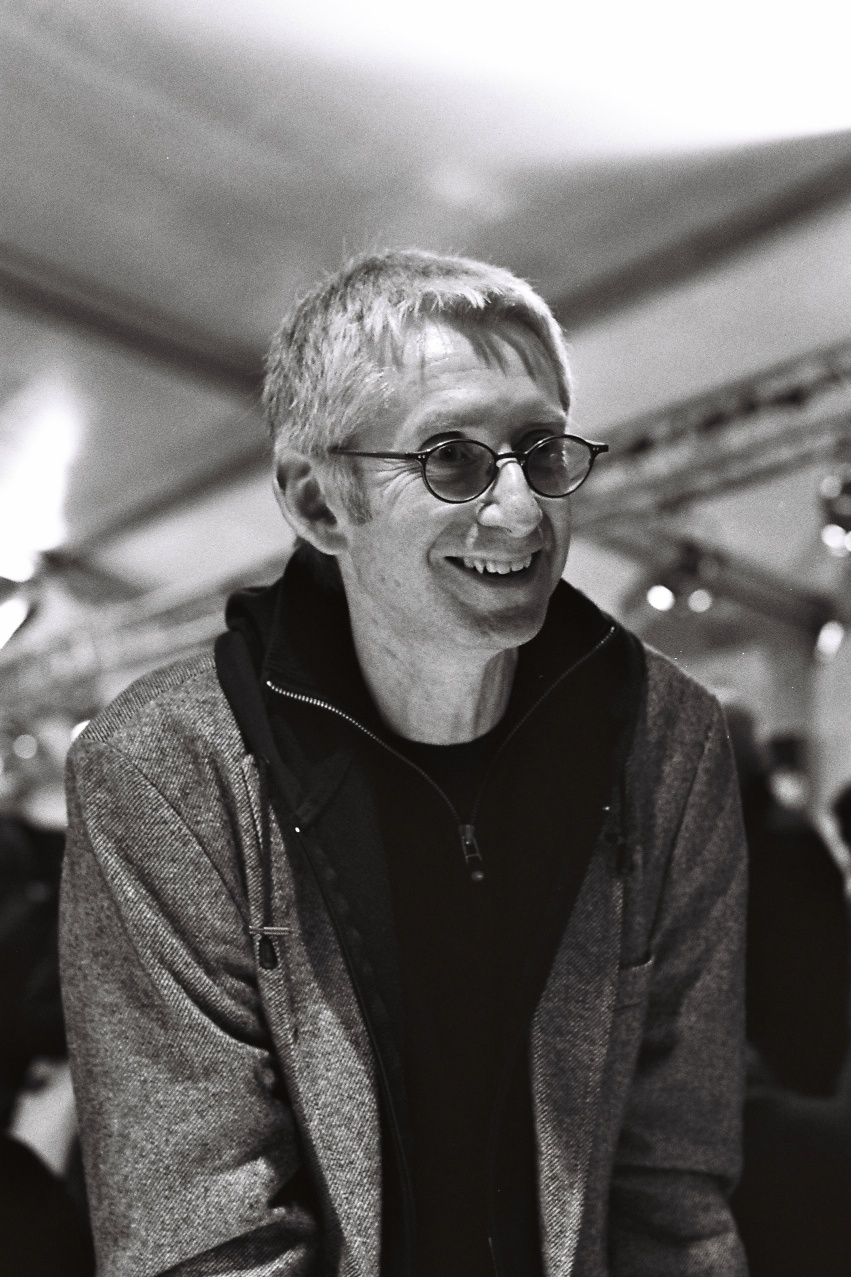
Patrick Pécherot, 2011

Patrick Pécherot (* 11. Dezember 1953 in Courbevoie, Frankreich) ist ein französischer Journalist und Autor von Krimis, Comics und Kinderbüchern.

## Werk
Patrick Pécherot wuchs in Courbevoie auf. In den 1970er Jahren wurde er Chefredakteur von L’Hebdo Syndical, einer Wochenzeitung der französischen Gewerkschaft Confédération française démocratique du travail (CFDT).
Seinen ersten Kriminalroman Tiuraï schrieb er in Französisch-Polynesien, dieser wurde 1996 publiziert. Er ist dem Schriftsteller Jean Meckert gewidmet.
Mit Preisen gekrönt wurde seine Krimi-Trilogie, die in der Zeit von 1926 (Nebel am Montmartre), 1938 (Belleville-Barcelona) und 1940 (Boulevard der Irren) in Paris spielt. Hauptfigur ist der Privatdetektiv Nestor Burma in Anlehnung an die Krimis von Léo Malet.
Pécherot hat eine Vorliebe für soziale und politische Themen und führt die Tradition des Roman noir weiter.

## Werke
- Tiuraï. Série Noir. 1996
- Terminus Nuit. Série Noir. 1999
- Les brouillards de la Butte. 2001
  - Übers. Katja Meintel[1]: Nebel am Montmartre. 2010 ISBN 978-3-89401-720-0
- Belleville Barcelone. 2003
  - Übers. Cornelia Wend: Belleville-Barcelona. 2011 ISBN 978-3-89401-735-4
- Boulevard des branques. 2005
  - Übers. Katja Meintel: Boulevard der Irren. Nautilus, Berlin 2011 ISBN 978-3-89401-744-6
- Soleil noir. Série noire. 2007 ISBN 978-2-07-034899-2
- Tranchecaille. Série noire. 2008 ISBN 978-2-07-012347-6
- Hével. Série noire. 2018 ISBN 978-2-07-278505-4

## Auszeichnungen
- 2002 Grand prix de littérature policière – Kategorie National für Les brouillards de la Butte
- 2018 Prix Marcel Aymé für Hével
- 2019 Prix Mystère de la critique für Hével

## Notizen
1. ↑  Meintel in der Übersetzer-Datenbank des VdÜ, 2019

| Personendaten    | Personendaten                               |
| ---------------- | ------------------------------------------- |
| NAME             | Pécherot, Patrick                           |
| KURZBESCHREIBUNG | französischer Journalist und Schriftsteller |
| GEBURTSDATUM     | 11. Dezember 1953                           |
| GEBURTSORT       | Courbevoie, Frankreich                      |